# Doy el primer paso
«Doy el primer paso» es una canción cantada por Jorge Celedón, Goyo, María Mulata, Herencia de Timbiquí, Nidia Góngora, Carlos Vives y la Red de cantadoras del Pacífico sur, Compuesta y escrita por Iván Benavides y dirigida por Juan Pablo Méndez, la canción fue hecha para la visita oficial del Papa Francisco el 7 de septiembre de 2017.